# Libra (gruppo musicale)
I Libra sono stati un gruppo musicale italiano, attivo alla metà degli anni '70.

## Storia
I Libra nascono a Roma nel 1973 dopo lo scioglimento dei Logan Dwight, con una formazione che comprendeva due dei componenti di quest'ultimo gruppo - Federico D'Andrea e il chitarrista Franco Ventura - oltre a Sandro Centofanti alle tastiere (Buon Vecchio Charlie), Nicola Distaso alla chitarra e David Walter alla batteria. I Libra sono stati l'unica band italiana ad avere un contratto con l'etichetta americana Motown.
Dopo un primo scioglimento, la band si riformò nell'autunno del 1973 per partecipare al musical Jacopone, con il bassista Claudio Barbera - anch'egli ex membro dei Logan Dwight - al posto di Ventura. Durante questo periodo, incontrarono il produttore Danny Besquet, che offrì loro un contratto discografico. Alla fine del tour, la formazione si stabilizzò con l'aggiunta del bassista Dino Cappa, con il quale registrarono un demo allo studio Sonic di Roma.
Grazie alle prove, ottennero un contratto con la Dischi Ricordi - casa discografica appartenente al gruppo multinazionale Sony Music - e registrarono a Milano, nell'autunno del 1974, il loro primo album, Musica e parole.
L'album uscì nel febbraio 1975: un album essenzialmente rock con ampio uso di parti acustiche e alcune influenze jazz-rock e funk. Musica e parole ha qualche somiglianza con la Premiata Forneria Marconi e alcuni interessanti momenti in stile progressive, come il brano di 13 minuti che chiude il disco, Inquinamento, cantato in romanico e ribattezzato Pollution nella versione americana. L'album è stato promosso con un tour come apertura per il Banco del Mutuo Soccorso nella primavera del 1975.
Nel frattempo, il produttore Besquet era riuscito a ottenere un contratto per 20 LP con l'etichetta americana Motown, utilizzando la versione inglese dell'album, che era stata pubblicata negli Stati Uniti con il titolo Libra. Una delle canzoni dell'album, Beyond the recinto, era già cantata in inglese nell'album originale, ed è una canzone registrata dal vivo o con falsi applausi.
La band, con il nuovo batterista Walter Martino, ex Ritratto di Dorian Gray, Reale Accademia di Musica e Goblin, si preparò intensamente per il tour americano del 1975, iniziato in ottobre a Los Angeles con concerti congiunti con Frank Zappa, Tubes, Chicago e Steppenwolf.
Negli Stati Uniti fu registrato anche un nuovo album, ma nel dicembre 1975 il gruppo tornò in Italia e, a causa del deterioramento dei rapporti con il produttore, si sciolse.
Il secondo album, Winter Days Nightmare, molto più commerciale del precedente e con forti ed evidenti - considerando l'etichetta - influenze funk, uscì negli Stati Uniti nella primavera del 1976, ma non ebbe successo.
Un'ultima formazione dei Libra vedeva la collaborazione del tastierista Maurizio Guarini, dei Goblin, e del chitarrista Carlo Pennisi, dei Flea on the Honey. Quest'ultima formazione pubblicò un terzo album, nel 1977, come colonna sonora del film Schock, del regista Mario Bava, in uno stile molto vicino a quello dei Goblin. Poi il gruppo si sciolse definitivamente.
Federico D'Andrea è morto nel 1978, investito da un'auto.

## Discografia
- 1974 - Musica e parole (Ricordi)
- 1975 - Libra (Motown)
- 1976 - Winter Days Nightmare (Motown)
- 1977 - Schock